# Neleucania gracillima
Neleucania gracillima är en fjärilsart som beskrevs av Augustus Radcliffe Grote 1875. Neleucania gracillima ingår i släktet Neleucania och familjen nattflyn. Inga underarter finns listade i Catalogue of Life.